# Schloss Guteborn

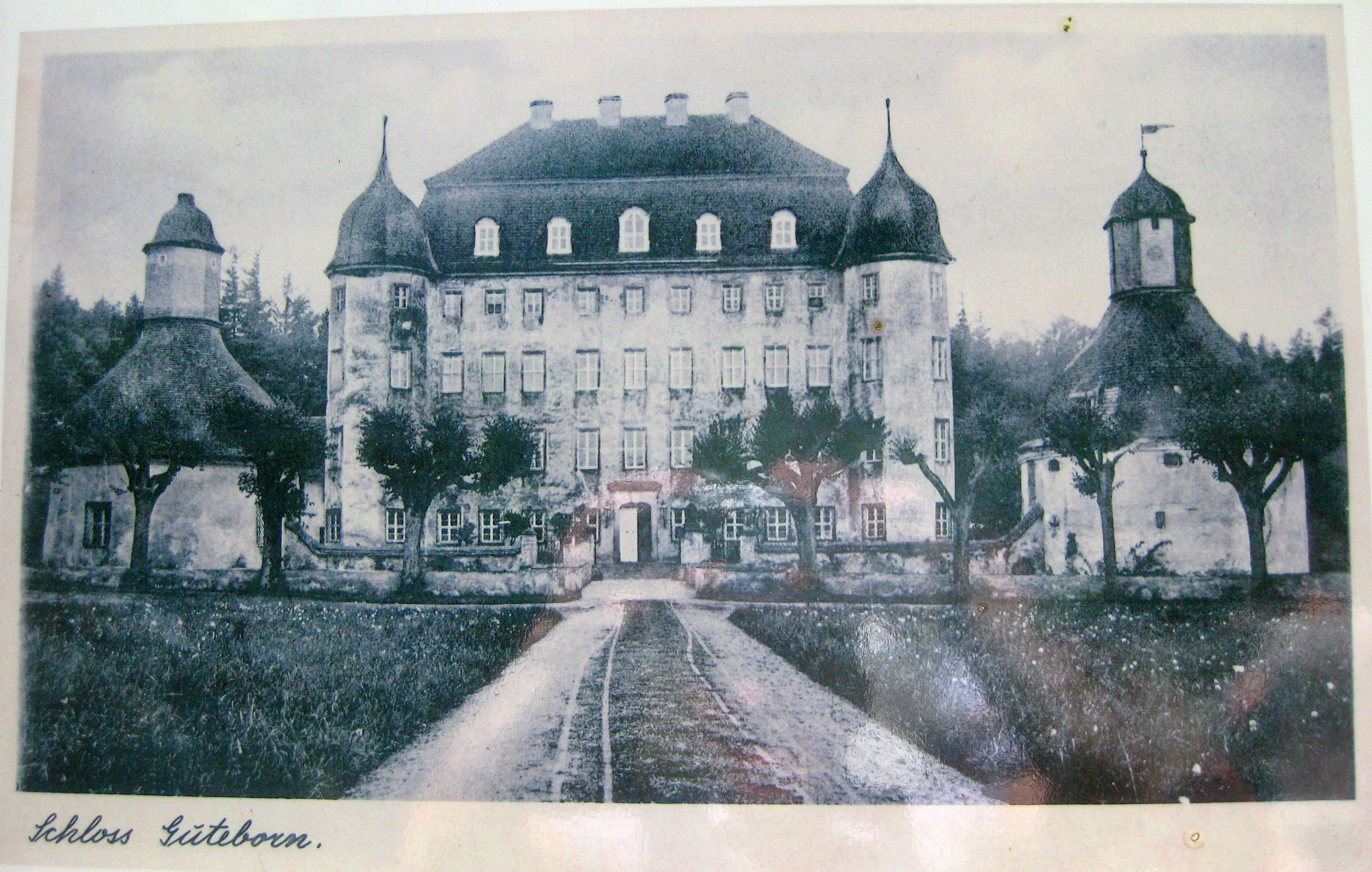
Schloss Guteborn (historische Postkarte)

Schloss Guteborn war ein Schloss in Guteborn im Landkreis Oberspreewald-Lausitz im Süden Brandenburgs.

## Geschichte

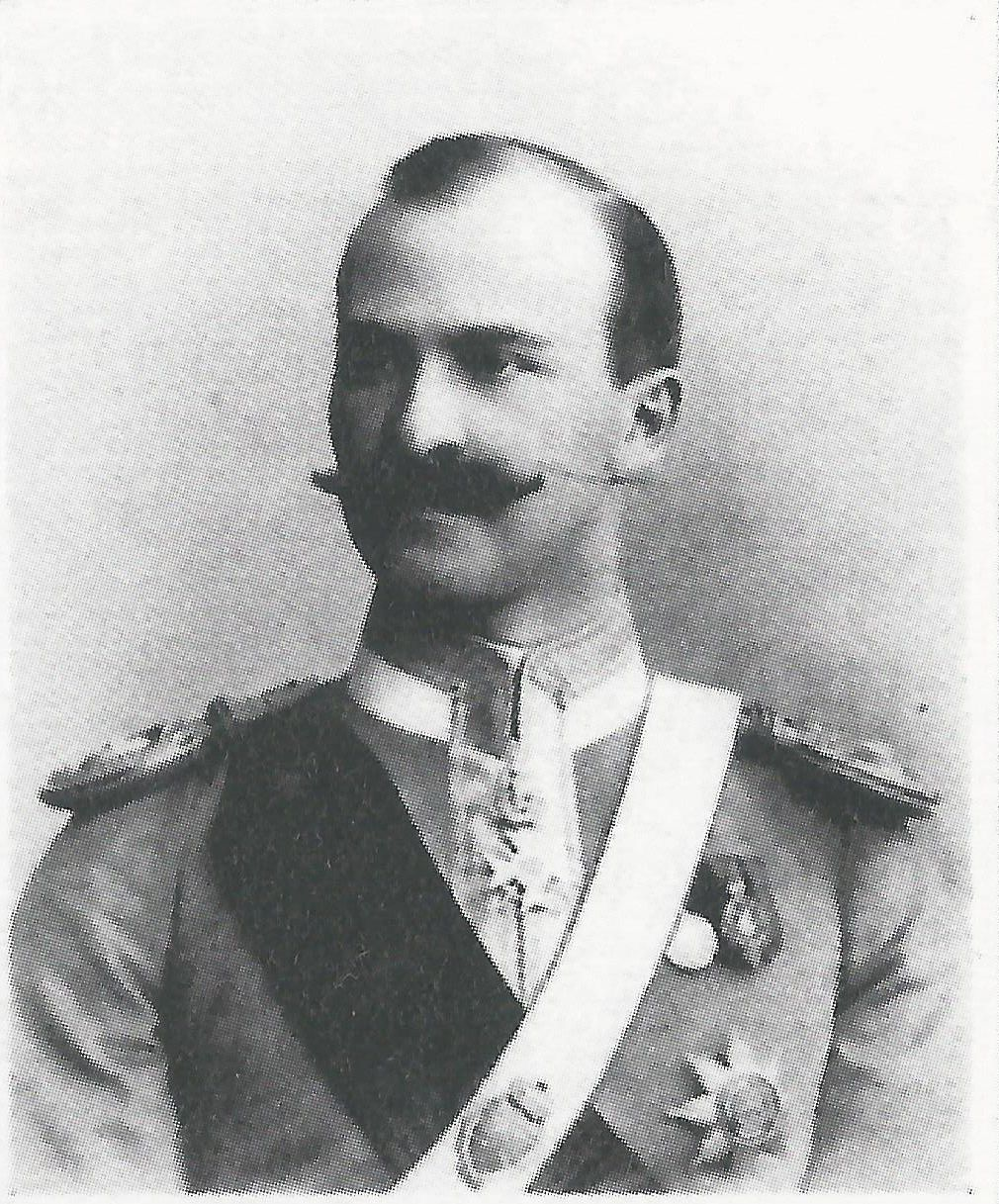
Prinz Ulrich von Schönburg-Waldenburg

Seit 1397 residierte die Adelsfamilie von Gersdorff in Guteborn, wobei über die Existenz eines damaligen Herrschaftsgebäudes nichts bekannt ist. Dennoch bildete sich bald eine eigene genealogische Familienlinie Guteborn-Lipsa dieser Familie heraus, zugehörig zur Hauptlinie von Gersdorff-Ruhland. Die Herrschaft breitete sich aus von Ruhland über Guteborn, später auch über die Orte Schwarzbach, Biehlen, Grünewald sowie Sella. Ab 1529 wurde Guteborn Herrschaftssitz, worauf dann der Bau des Schlosses erfolgte. Die Bauherren waren vermutlich die Gersdorffs in der Hauptlinie, denen Guteborn nach dem Verkauf Frauenfelds im Jahre 1566 anscheinend allein von ihrem vordem umfangreichen Besitz verblieben war.
Der genaue Baubeginn des Schlosses ist nicht bekannt. Die Ersterwähnung dieses Herrschaftshauses als Schloss ist der Umbau 1564–1575. Vorher ist nur von einem Rittersitz, Sitz oder Gut zu lesen. Eine 50 Zentimeter weite, flache Seigerschelle wurde nach ihrer Inschrift 1567 von Wolff Hilger in Freiberg gegossen, während im Innern der schön durch Arabesken mit Weinlaub ornamentierten Glocke in wenig erhabenen, blau gefärbten deutschen Ziffern die Zahl 1577 stand.
Rudolph von Gersdorff wurde nach dem Tod seines Vaters Heinrich von Gersdorff 1557 Besitzer des Schlosses Doberlug. Nach zehn Jahren seiner Regentschaft hatte er so viel Geld erwirtschaftet, dass er das Gut „Gutheborn“ erblich kaufte. In der Kirche in Doberlug beschädigte und zerstörte er den Altar und die Leichensteine anderer Adliger, die er dann in Guteborn neu einsetzen und vermauern ließ. Für den Bau wurden auch Steine des Schlosses Ruhland und aus dem Steinbruch des jetzigen Schlossteichs verwendet. Das Schloss ist seit 1622 mit einem Wallgraben umgeben.
Das Rittergut Guteborn befand sich bis 1738 im Besitz von Carl Siegfried von Hoym. Seine Schwiegertochter Charlotte Sophie erwarb 1756 das Schloss Hermsdorf, das zum Hauptwohnsitz wurde, bis deren Sohn Adolf Magnus von Hoym 1775 starb. Guteborn fällt danach an den letzten männlichen Vertreter der sächsischen Linie, Gotthelf Adolph von Hoym (1731–1783). Im 19. Jahrhundert kam es – wie Hermsdorf – an die Prinzen von Schönburg-Waldenburg, vertreten durch Georg Prinz von Schünburg-Waldburg (1828–1900), verheiratet mit Luise zu Bentheim-Tecklenburg, die 1922 in Guteborn starb. Erbe wurde ihr zweiter Sohn Prinz Ulrich von Schönburg-Waldenburg (1869–1939), der mit seiner Familie ständigen Wohnsitz auf Schloss Guteborn nehmen wollte, ließ 1906 wesentliche Instandsetzungsarbeiten im Schloss vornehmen. Gleichzeitig war er Herr auf Schloss Gusow im Oderland. Zeitweilig fiel das Guterborner Erbe an die fürstliche Linie, und Anna Luise zu Schwarzburg adoptierte ihren Vetter Wilhelm Prinz zu Schwarzburg (1913–1944), der aber im Krieg als Oberstleutnant fiel. 1937 gehören nach der letzten amtlichen Ausgabe des Güter-Adressbuch Schlesien zur Herrschaft Guteborn 2514 ha Gesamtfläche. Die Gutsleitung führten ein Güterdirektor und ein Rendant des Prinzliches Rentamtes. Den größten Anteil bildeten der herrschaftlichen Forsten mit 2228 ha. Zum Gutsbetrieb gehörte ein Industriebereich mit den Schönburgschen Glassandwerken. Letzter Grundbesitzer zu Guteborn wurde Georg Ulrich Prinz zu Schönburg (1908–1982). Er lebte nach dem Krieg mit Frau und Töchter in Österreich, war Rechtsritter des Johanniterordens.
Während der Revolution 1918 war das Schloss Zufluchtsort für den sächsischen König Friedrich August III. Dieser dankte am 13. November 1918 auf Schloss Guteborn ab. Im Jahr 1945 musste die Familie Schönburg das Schloss verlassen. Am 8. August 1948 wurde das Schloss auf Befehl der kommunistischen Machthaber gesprengt, da es die sächsische Monarchie verkörperte. Es blieben die Stallungen erhalten, die von einer LPG genutzt wurden, der Rundbau der Kapelle sowie der Schlossteich.

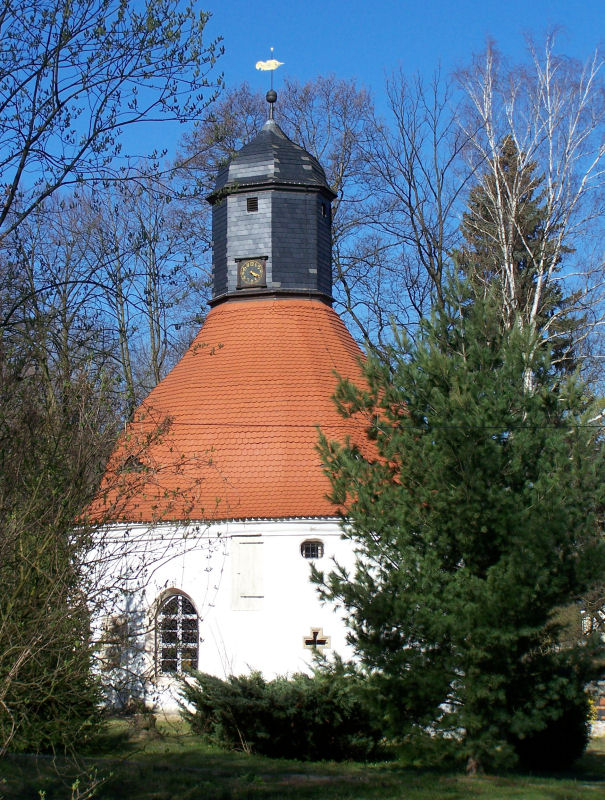
Die ehemalige Schlosskapelle heute

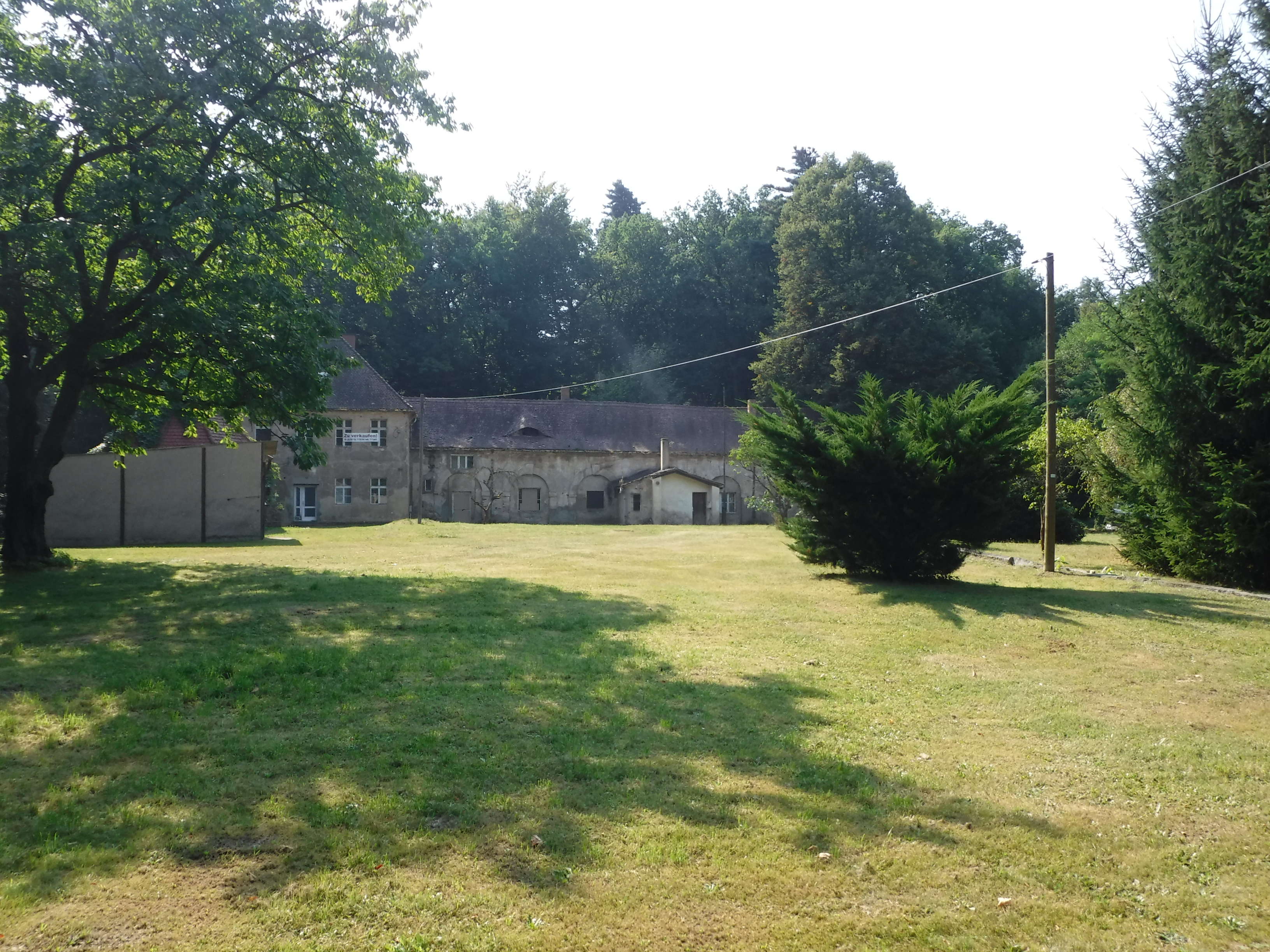
Areal von Schloss Guteborn

Die Reste des Gebäudeensembles und des Wallgrabens stehen mit dem Dorfkern unter Denkmalschutz.

## Architektur
Das Schloss war ein vier Geschosse hohes Gebäude, das sich, von vier dreiviertel-kreiszylindrischen kuppelbedeckten Ecktürmchen flankiert, ziemlich genau in Richtung von Nord nach Süd erstreckte und in einiger Entfernung von einem Wassergraben umzogen war.
Innerhalb des Grabens erstreckte sich eine Mauer, bei der in allen vier Ecken im 18. Jahrhundert je ein niedriges kreiszylindrisches Türmchen errichtet wurde. Das Erdgeschoss umschloss eine weiträumige Halle und andere gewölbte Räume auf toskanischen Säulen; die beiden folgenden Obergeschosse zeigten beträchtlichere Geschosshöhen als sonst im Zeitalter der Deutschrenaissance bei einfacheren Adelsschlössern üblich war; auch das Öffnungsverhältnis der Fenster ist italienischer Art. Die Öffnungen waren von Fascien bewegten Querschnitts umrahmt, die sich in einem Drittel der Gesamthöhe auf eine Schräge totliefen, ähnlich wie bei dem fast ein Jahrhundert später erbauten Schloss in Dobrilugk in der märkischen Lausitz.